# Образование в России

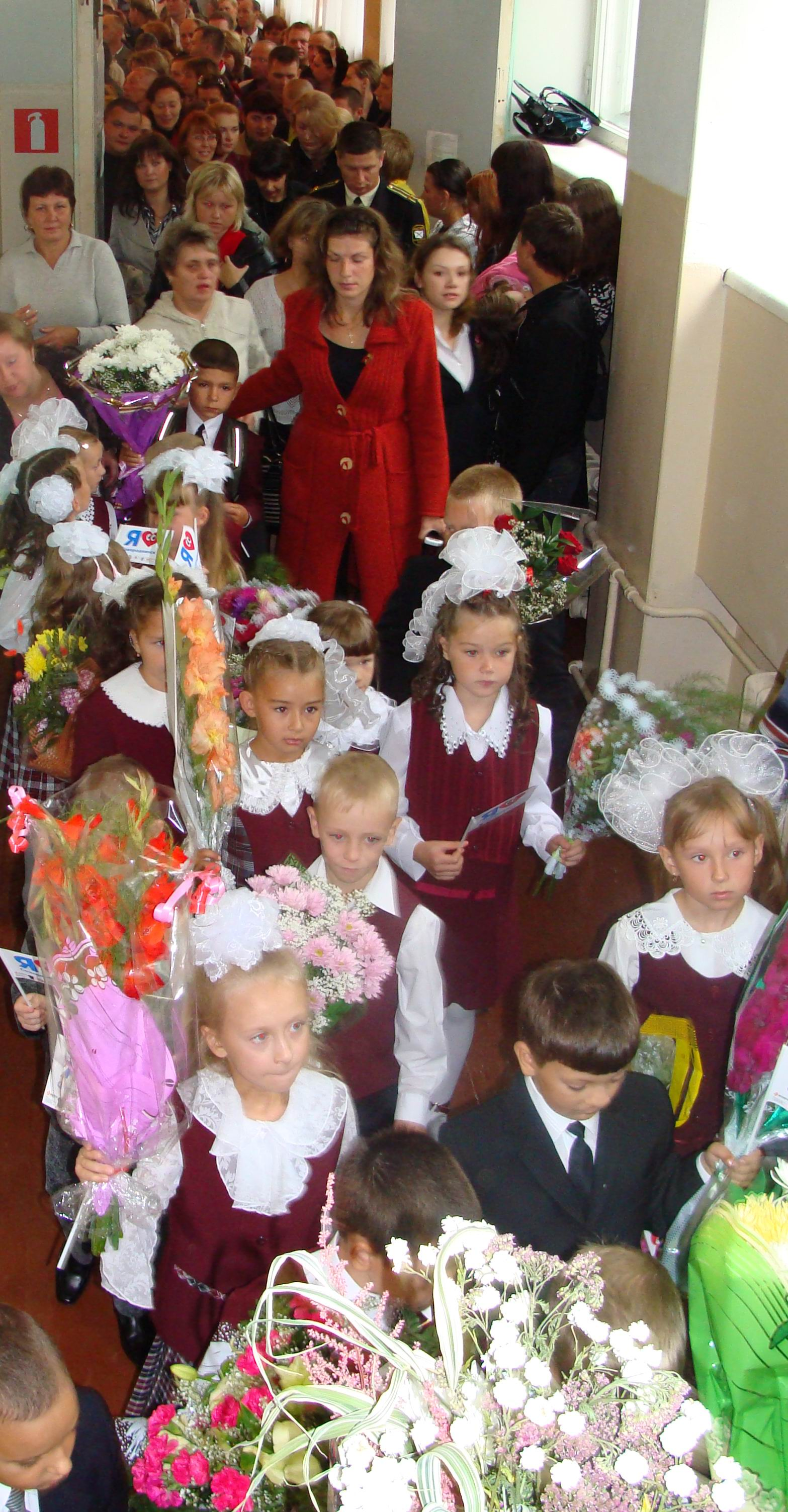
День знаний

Образование в Российской Федерации — единый целенаправленный процесс воспитания и обучения, являющийся общественно значимым благом и осуществляемый в интересах человека, семьи, общества и государства, а также совокупность приобретаемых знаний, умений, навыков, ценностных установок, опыта деятельности и компетенций, определённого объёма и сложности в целях интеллектуального, духовно-нравственного, творческого, физического и (или) профессионального развития человека, удовлетворения его образовательных потребностей и интересов.
В соответствии со статьёй 43 Конституции РФ, граждане России имеют право на обязательное бесплатное общее образование и на бесплатное, на конкурсной основе, высшее образование.

## История образования в России
Началом складывания русской системы образования стоит считать школы (училища) при княжеских дворах Владимира Святославича в Киеве и Ярослава Мудрого в Новгороде, послужившие примером для создания школ и при дворах других князей. Школы открывались в столицах княжеств и при монастырях. В школах обучали грамоте и иностранным языкам. В 1086 году в Киеве открылась первая школа для женщин.

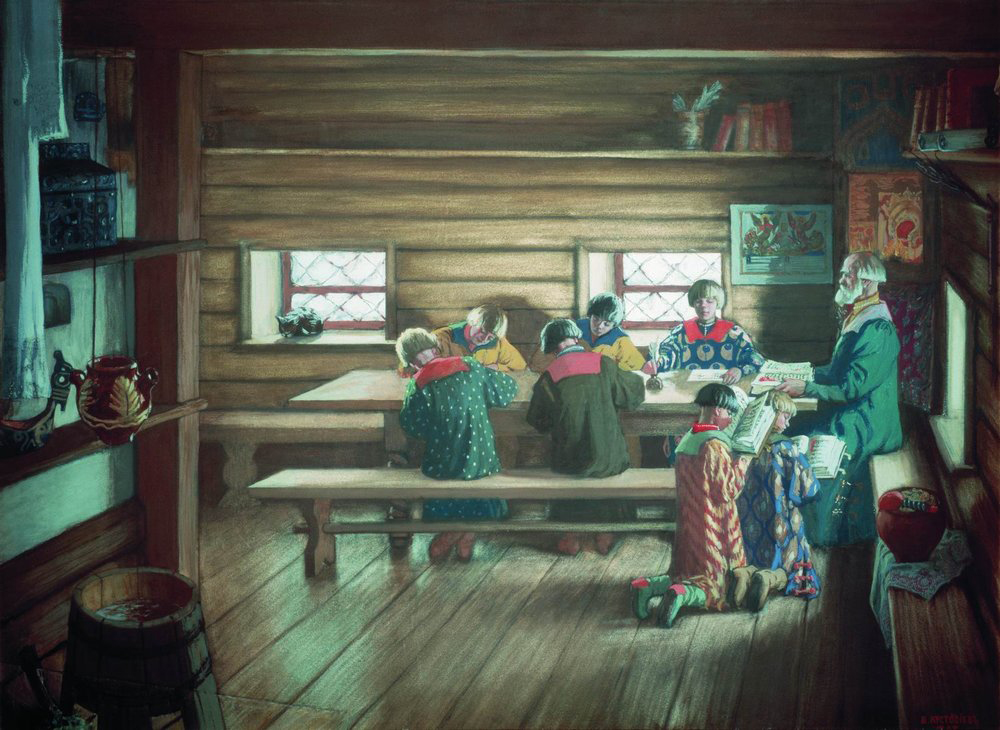
Борис Кустодиев. Земская школа в Московской Руси. 1907 г.

О распространенности образования и грамотности населения в Древней Руси говорят берестяные грамоты и граффити на стенах церквей.

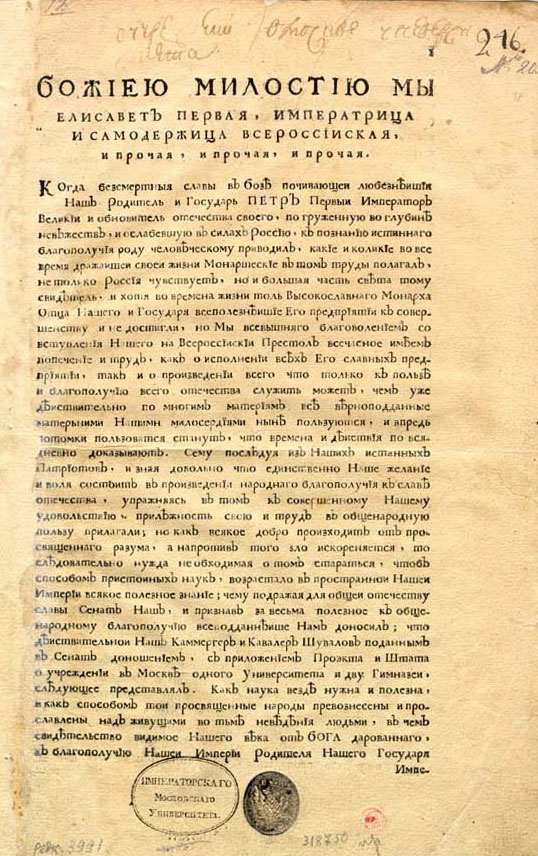
Указ об основании Московского университета

Первым высшим учебным заведением стала в 1687 году Славяно-греко-латинская академия. В XVIII веке были созданы первые российские университеты — Академический университет при Петербургской Академии наук (1724 год) и Московский университет (1755 год). С правления Петра Великого начинается активное создание технических учебных заведений, направленных на подготовку инженеров.
Первая гимназия в России — Академическая гимназия в Санкт-Петербурге, открывшаяся в 1726 году.
Началом государственного женского образования стоит считать 1764 год, когда был основан Смольный институт благородных девиц, при котором в следующем году открылось отделение для «мещанских девиц», готовившее гувернанток, экономок, нянь. После этого стали создаваться и частные пансионы для дворянок.
В 1779 году при разночинной гимназии Московского университета была открыта Учительская семинария, ставшая первым педагогическим учебным заведением в России.
В начале XIX века система образования в России претерпела изменения. По уставу 1804 года образование можно было получать последовательно в приходских училищах, уездных училищах, губернских гимназиях и университетах. Школы двух первых типов были бесплатными и бессословными. Кроме того, существовали духовные училища и семинарии, подведомственные Священному Синоду, благотворительные училища Ведомства учреждений императрицы Марии и учебные заведения Военного министерства.
Были созданы учебные округа во главе с попечителями, систему образования округа возглавлял университет.
При Николае I после восстания декабристов образование стало более консервативным. Школы были выведены из подчинения университетам и напрямую подчинены попечителю учебного округа, назначаемого Министерством народного просвещения. Частные учебные заведения были закрыты или преобразованы для большего согласования их учебных планов с учебным процессом в государственных училищах и гимназиях. Высшие учебные заведения были лишены автономии, ректоры и профессора стали назначаться Министерством народного просвещения.
В ходе реформ Александра II при университетах стали создаваться высшие женские курсы — организации, дающие для женщин образование по программам университетов (хотя высшим образованием это ещё назвать нельзя). Первые такие курсы были открыты в 1869 году. Статус высших учебных заведений высшие женские курсы получили лишь незадолго до революции 1917 года.
В 1864 году Положением о начальных училищах вводились общедоступность и бессословность начального образования.
Средние образовательные учреждения делились на классические гимназии и реальные училища. В них мог поступить каждый, кто успешно сдал вступительные экзамены. Поступить же в университеты могли только выпускники классических гимназий и те, кто сдал экзамены за курс классической гимназии. Выпускники реальных училищ могли поступать в другие высшие учебные заведения (технических, сельскохозяйственные и другие).
В 1863 году университетам была возвращена автономия, отменены ограничения на прием студентов.
Значительно выросла роль общественности в системе образования (попечительские и педагогические советы).
После Октябрьской революции произошло кардинальное изменение системы образования. Декретом СНК РСФСР от 11 декабря 1917 года все учебные заведения были переданы в ведение Наркомпроса РСФСР.Частные учебные заведения были запрещены, образование стало бессословным и общедоступным.
Основной задачей в области образования для Советского правительства стала ликвидация массовой неграмотности населения, решением чего стал декрет «О ликвидации безграмотности среди населения РСФСР» от 26 декабря 1919 года. Декретом была образована Всероссийская чрезвычайная комиссия по ликвидации безграмотности при Наркомпросе РСФСР, руководившая всей работой в этом направлении. Активно открывались школы для взрослых и пункты ликвидации неграмотности, увеличивалась публикация учебной литературы.

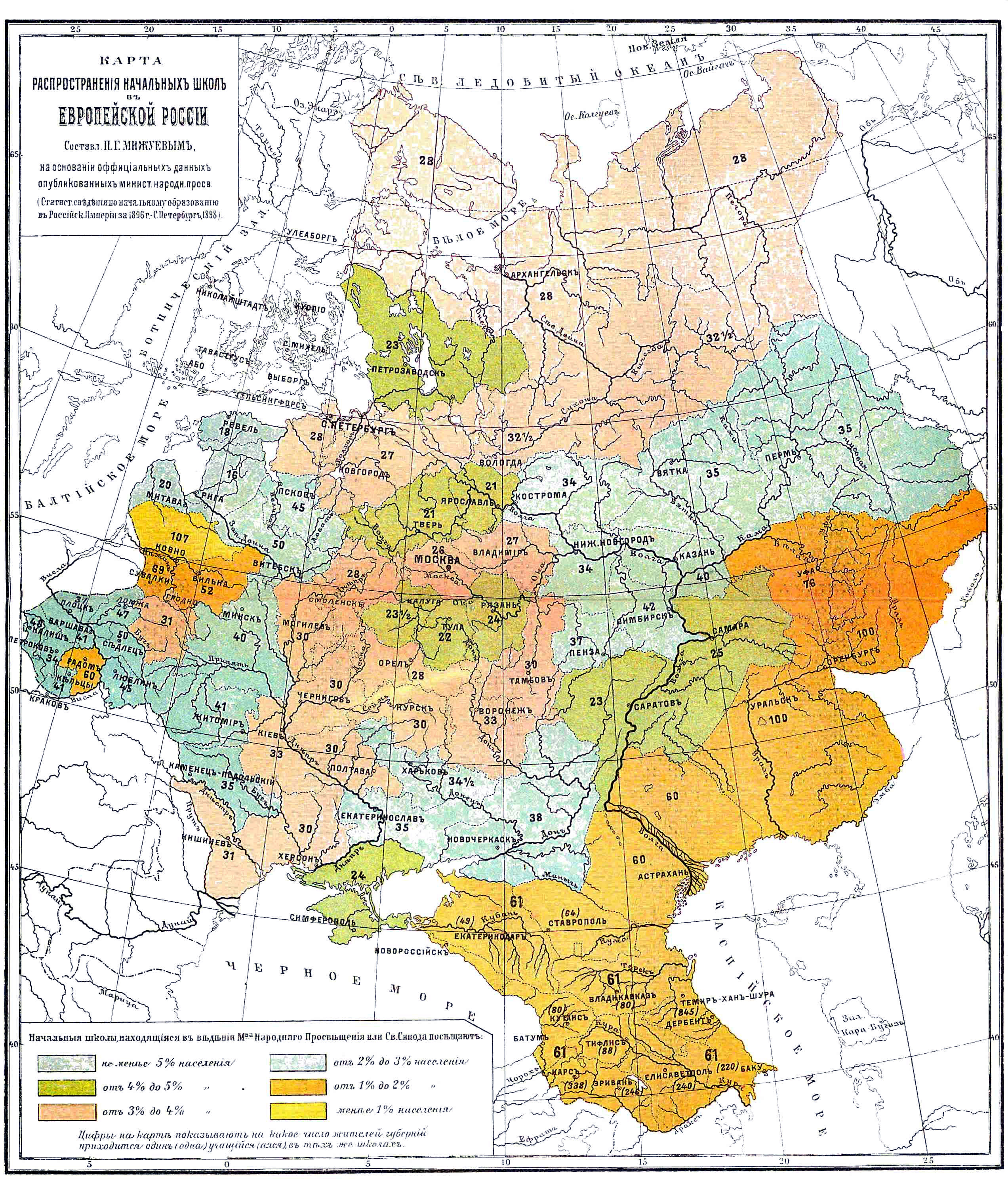
Карта распространения начальных школ в европейской части страны

В 1923 году совместным постановлением ВЦИК и СНК РСФСР была введена плата за обучение в старших классах школы и вузах. От платы освобождались некоторые категории граждан — военные, работники образования, крестьяне, инвалиды, безработные, пенсионеры, государственные стипендиаты, Герои СССР и Герои Социалистического Труда. Устанавливался предел бесплатных мест в вузах. Плата за обучение не взимается в коммунистических высших учебных заведениях, рабочих факультетах и педагогических техникумах. Плата за обучение сохранялась до 1950-х годов. 
Согласно Конституции 1977 года, всем гражданам СССР было гарантировано право на получение бесплатного высшего и средне специального образования. Всем отличникам учёбы, обучавшихся на очных отделениях вузов, а также в средних специальных учебных заведениях было гарантировано право на получение стипендии от государства. Государство также через систему распределения гарантировало трудоустройство по специальности каждому выпускнику вуза и среднего специального учебного заведения.
С 1990-х годов в российском образовании проводится реформа. Её основными направлениями стали ориентация на развитие частных образовательных учреждений, участие гражданина в финансировании собственного образования, отмена системы государственных гарантий трудоустройства выпускников вузов и техникумов, свертывание системы профессионально-технических училищ, развитие личности учащихся, формирование знаний, умений и навыков (компетенций), стандартизацию образования для преемственности образовательных программ и единства образовательного пространства, переход на многоуровневую систему высшего образования и введение единого государственного экзамена как формы совмещения выпускных экзаменов в школе и вступительных испытаний в вузы.
По мнению историка образования, филолога Алексея Любжина, система проверки знаний является очень важной, однако «гораздо важнее —программа и набор предметов для изучения».
Падение качества образования в России, выезд студентов за границу для получения образования является частью кризиса образования в стране.

## Система образования в Российской Федерации
Система образования в России включает в себя:
- образовательные стандарты и федеральные государственные требования,
- образовательные программы различных видов, уровней и направленности,
- организации, осуществляющие образовательную деятельность, педагогических работников, обучающихся и родителей (законных представителей) несовершеннолетних обучающихся,
- органы управления в сфере образования (на федеральном уровне, уровне субъектов федерации и муниципальном уровне), созданные ими консультативные, совещательные и иные органы,
- организации, осуществляющие обеспечение образовательной деятельности, оценку качества образования,
- объединения юридических лиц, работодателей и их объединений, общественные объединения, осуществляющие деятельность в сфере образования[9].

## Государственный надзор
Государственный санитарный надзор за состоянием и содержанием зданий и территорий образовательных учреждений, возложен на Роспотребнадзор, на основании СП 2.4.3648-20 Санитарно-эпидемиологических требований к организациям воспитания и обучения, отдыха и оздоровления детей и молодежи утверждённые Постановлением Главного государственного санитарного врача Российской Федерации от 28.09.2020 № 28.
Государственный надзор в образовательной и научной деятельности, возложен на Рособрнадзор, на основании Постановления Правительства РФ от 28 июля 2018 г. N 885.

## Виды образования в Российской Федерации и их деление

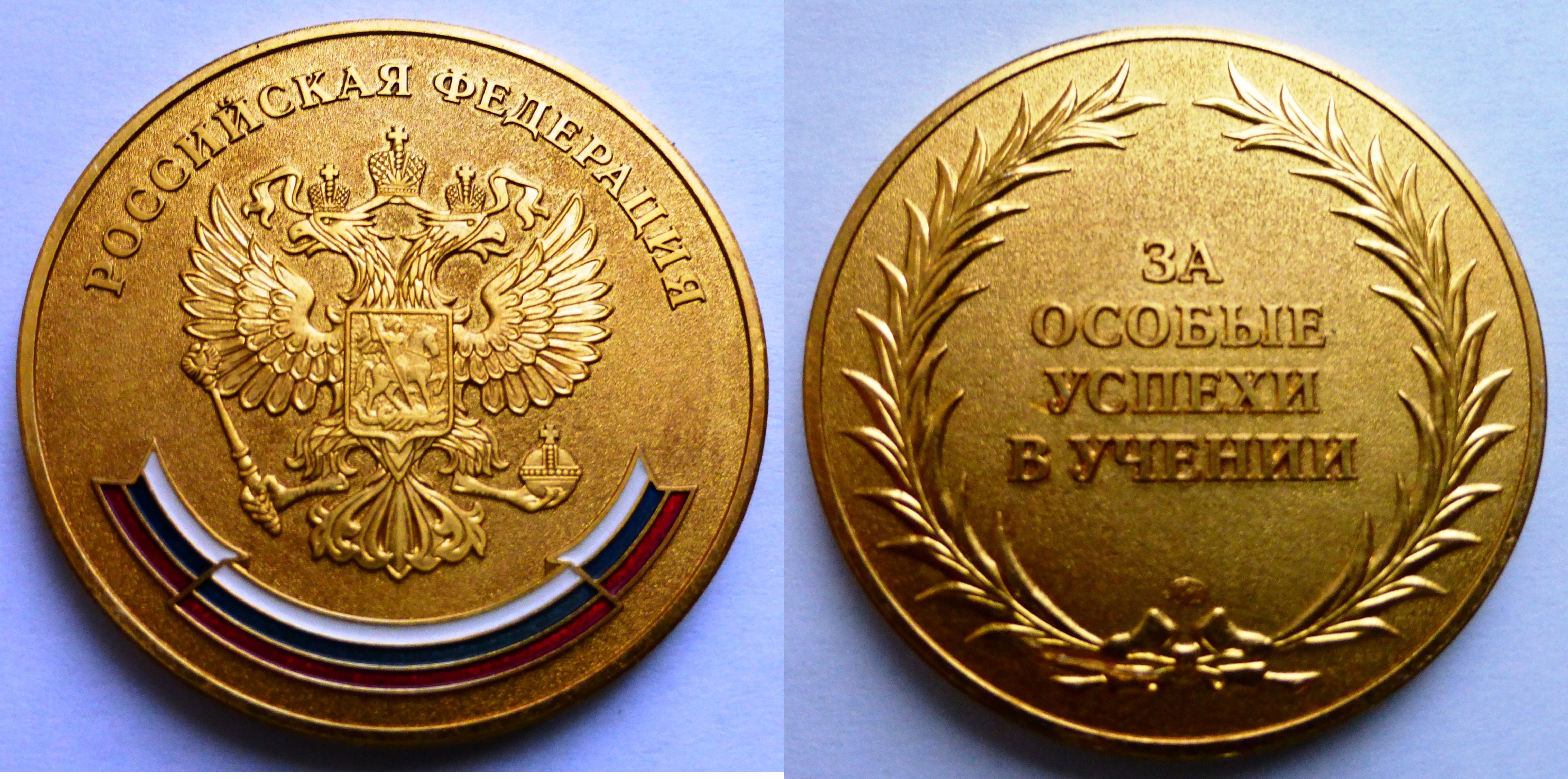
«Золотая» медаль выпускника средней школы (2011)

Российское образование подразделяется:
- на общее образование,
- на профессиональное образование,
- на дополнительное образование,
- на профессиональное обучение.

Эта система образования должна обеспечивать возможность реализации права на образование в течение всей жизни (непрерывное образование).

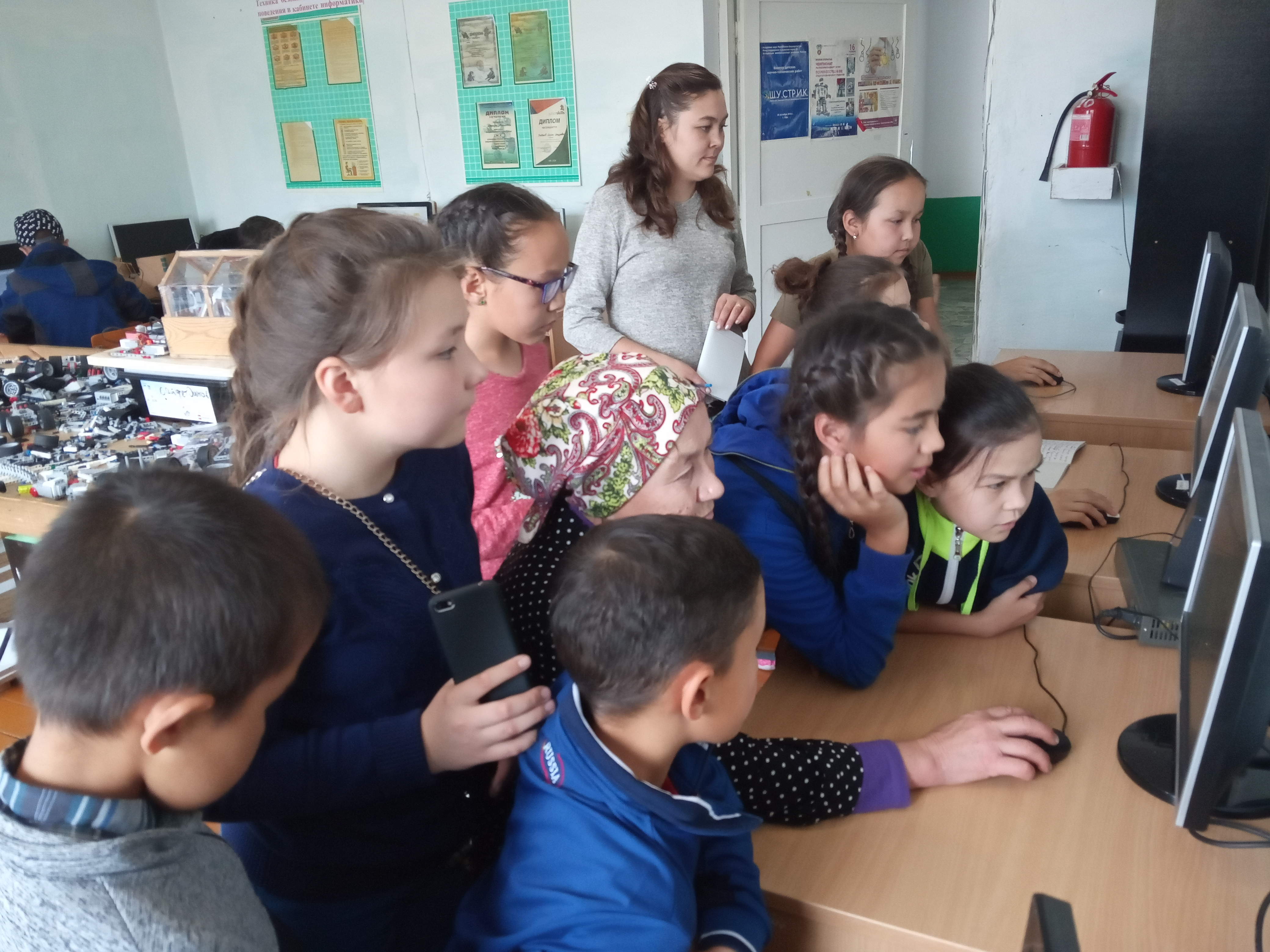
Ученики школы деревни Абдулмамбетово Бурзянского района Башкортостана смотрят Башкирскую Википедию, 2019 год

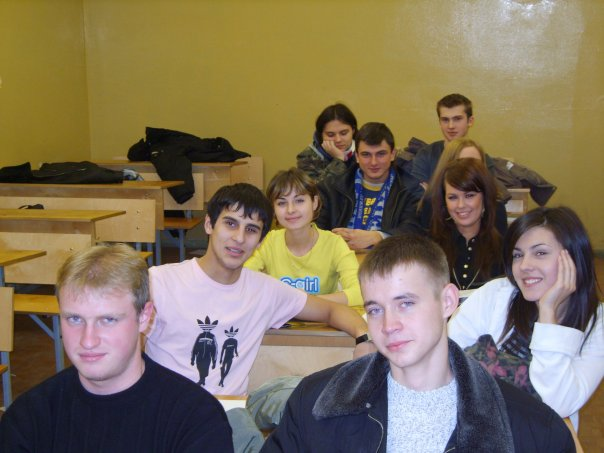
Студенты Санкт-Петербургского государственного технологического университета растительных полимеров, 2007 год

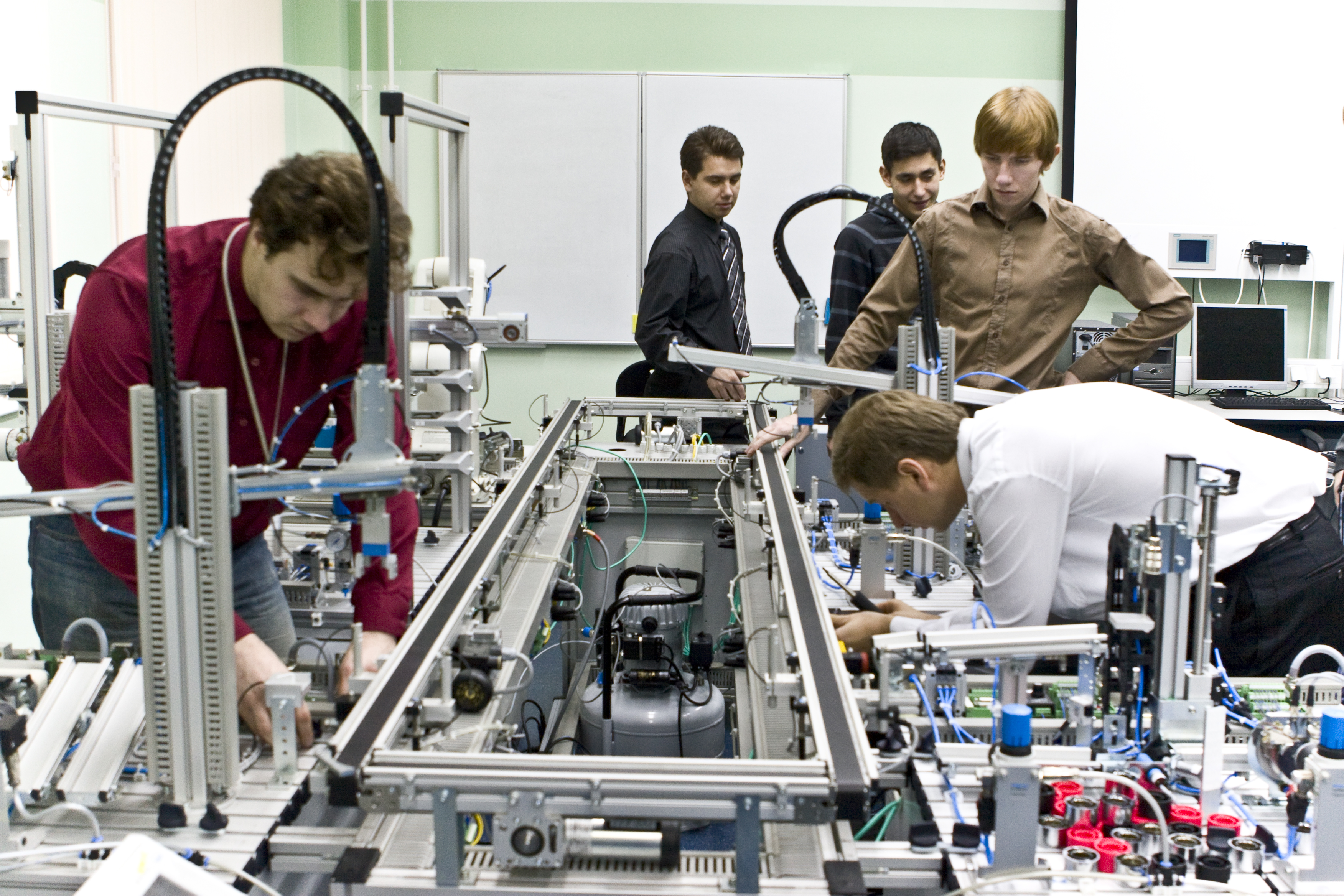
Студенты в лаборатории кафедры распределённых интеллектуальных систем СПБПУ, 2008 год

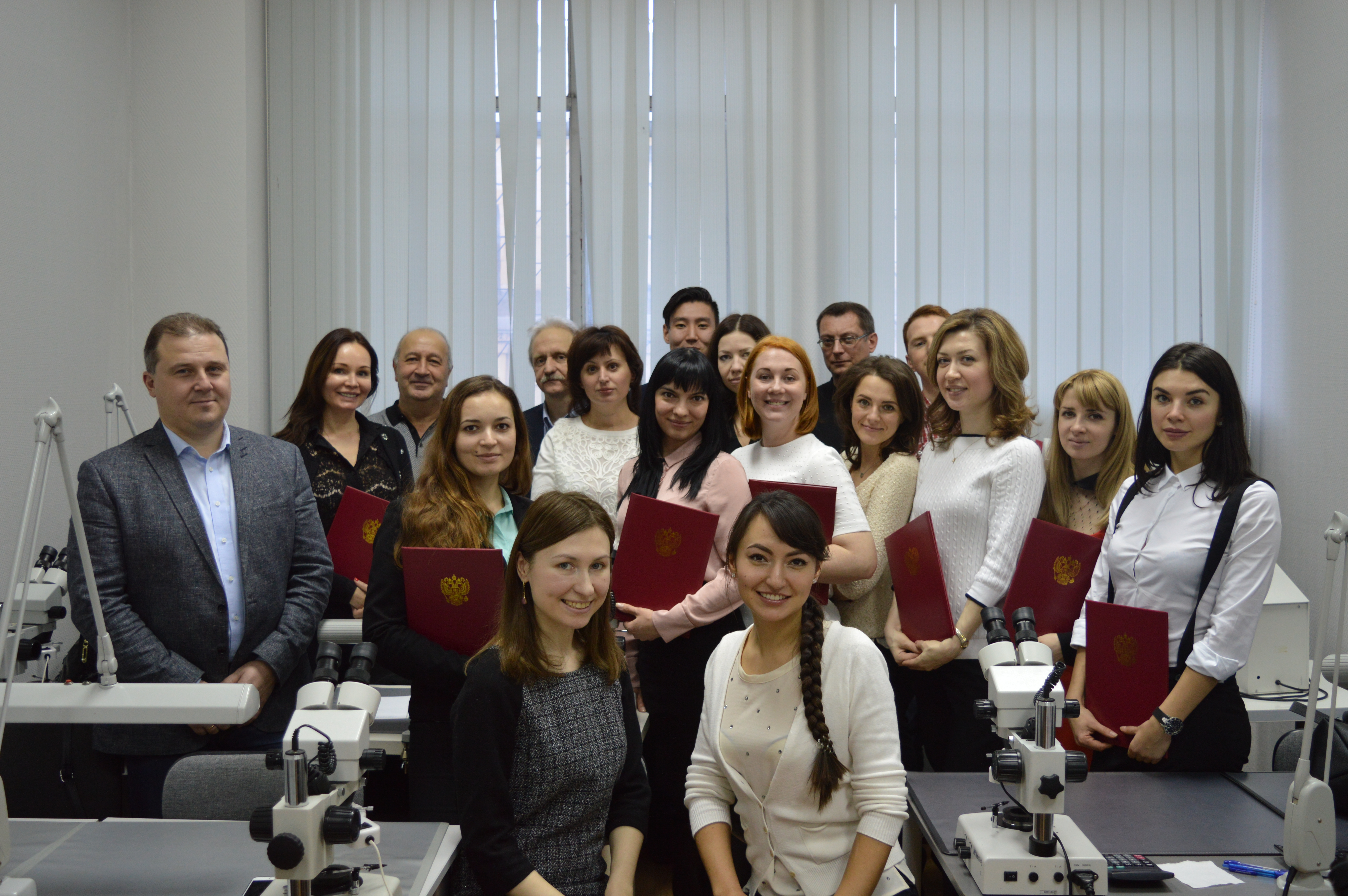
Выпуск курса по бриллиантам, ГемЦентр МГУ, 2015 год

Главным отличием от деления образования, принятого законом Российской Федерации «Об образовании» 1992 года и Федерального закона «О высшем и послевузовском профессиональном образовании» 1996 года, стала перегруппировка уровней образования. Дошкольное образование теперь стало уровнем общего образования, программы обучения в аспирантуре (адъюнктуры), программы ординатуры и ассистентуры-стажировки теперь являются уровнем высшего образования и относятся к подготовке кадров высшей квалификации, а не к послевузовскому профессиональному образованию, прекратившему существование как отдельный вид образования. Таким образом, сейчас система образования в Российской Федерации выглядит так:
- общее образование:
  - дошкольное образование;
  - начальное общее образование;
  - основное общее образование;
  - среднее (полное) общее образование;
- профессиональное образование:
  - среднее профессиональное образование;
  - высшее образование — бакалавриат; специалитет
  - высшее образование — магистратура;
  - высшее образование — подготовка кадров высшей квалификации;
- дополнительное образование:
  - дополнительное образование детей и взрослых;
  - дополнительное профессиональное образование;
- профессиональное обучение.

### Государственная итоговая аттестация
При окончании ступени основного общего образования школьники в России сдают основные государственные экзамены (ОГЭ) по математике, русскому языку и двум предметам на выбор обучающегося. В случае успешной сдачи экзаменов ученикам выдают аттестаты об основном общем образовании.
Для успешного окончания общего образования (и поступления в высшие учебные заведения) школьники сдают единые государственные экзамены (ЕГЭ). Обязательным для получения аттестата об окончании российской школы являются ЕГЭ по русскому языку и математике. В 2025 году в число обязательных предметов для выпускников также планируется ввести историю России.

## Формы обучения
В России существует три основные формы получения образования:
- очная (дневная);
- очно-заочная (вечерняя);
- заочная.

Ограничения на получение образования по той или иной форме обучения может устанавливаться законодательством об образовании и (или) образовательным стандартом.
Также возможно получение образования в форме экстерната (самообразования) и семейного образования с правом прохождения промежуточной и государственной итоговой аттестации в образовательных организациях.
За организацию семейного обучения ребёнка по программам средней школы родители имеют право на компенсацию, размер которой устанавливается законом того субъекта Российской Федерации, в котором учится ребёнок. Подавляющее большинство субъектов Российской Федерации не выплачивает никакой компенсации для родителей за семейное обучение. По состоянию на 2018 год, по словам министра образования Омской области Татьяны Дерновой, только в пяти регионах России родители получают компенсацию за семейное обучение собственных детей. Так в Омской области по состоянию на 2018 год такая компенсация существовала и выплачивалась в размере от 7816 руб. в месяц до 11724 руб. в месяц (в зависимости от класса). Введение компенсации за семейное обучение резко увеличило число желающих дать детям образование в такой форме. Если в 2013 году (когда ввели компенсацию) на семейной форме в Омской области находились 7 детей, то в 2018 году — около 1200 детей.
В новом законе об образовании появились новые формы организации образования:
- сетевое обучение. Сетевая форма реализации образовательных программ — реализация образовательной программы с использованием ресурсов нескольких организаций, осуществляющих образовательную деятельность, в том числе иностранных, а также при необходимости с использованием ресурсов иных организаций[15];
- электронное и дистанционное обучение[16].

## Правовое регулирование
Право на образование гарантируется статьей 43 Конституцией Российской Федерации.
Вопросы образования согласно Конституции России находятся в совместном ведении Российской Федерации и её субъектов.
Основным правовым документом, регулирующим отношения при реализации этого права и во всей системе образования России, является Федеральный закон от 29 декабря 2012 года № 273-ФЗ «Об образовании в Российской Федерации». Также могут приниматься другие федеральные законы, регулирующие отдельные вопросы в сфере образования (непосредственно или косвенно). В соответствии с Федеральным законом «Об образовании в Российской Федерации» на федеральном уровне принимаются указы Президента Российской Федерации, постановления и распоряжения Правительства Российской Федерации, нормативно-правовые акты и письма Министерства образования и науки, а также документы федеральных ведомств, имеющих в своем ведении образовательные организации, по вопросам работы последних.
На уровне субъектов федерации может приниматься региональный закон об образовании, дополняющий на территории субъекта федерации нормы федерального законодательства с учётом особенностей системы образования конкретного субъекта Российской Федерации (Минобрнауки России был разработан соответствующий модельный закон).
Органы государственной власти Российской Федерации и субъектов федерации и органы местного самоуправления могут принимать правовые акты, регулирующие отношения в сфере образования, по установленным федеральным законом об образовании предметам ведения (см. в разделе «Управление образованием в Российской Федерации»). Нормы, регулирующие отношения в сфере образования и содержащиеся в федеральных законах и иных нормативных правовых актах Российской Федерации, законах и нормативных правовых актах субъектов Российской Федерации, правовых актах органов местного самоуправления, должны соответствовать федеральному закону об образовании и не могут ограничивать права или снижать уровень предоставления гарантий по сравнению с гарантиями, установленными указанным Федеральным законом.
В 2021 году приняты поправки в закон об образовании, которые ограничивают просветительскую деятельность без одобрения государства.

## Образовательные стандарты и федеральные государственные требования
Для объективной оценки соответствия установленным требованиям образовательной деятельности и подготовки обучающихся по каждому уровню общего образования и каждому уровню и направлению подготовки (специальности, профессии) профессионального образования принимаются федеральные государственные образовательные стандарты. МГУ им. М. В. Ломоносова, Санкт-Петербургский государственный университет, федеральные университеты, национальные исследовательские университеты и федеральные государственные вузы, перечень которых утверждается указом Президента Российской Федерации, вправе разрабатывать и утверждать самостоятельно образовательные стандарты по всем уровням высшего образования.
Федеральные государственные образовательные стандарты включают в себя требования:
- к структуре основных образовательных программ (в том числе соотношению обязательной части основной образовательной программы и части, формируемой участниками образовательных отношений) и их объёму,
- условиям реализации основных образовательных программ, в том числе кадровым, финансовым, материально-техническим и иным условиям,
- результатам освоения основных образовательных программ.

Образовательными стандартами устанавливаются сроки получения общего образования и профессионального образования с учётом различных форм обучения, образовательных технологий и особенностей отдельных категорий обучающихся.

## Управление образованием в Российской Федерации

### Федеральный уровень
Управление образованием в России на федеральном уровне осуществляет Министерство образования и науки Российской Федерации, которое выполняет функции по выработке государственной политики и нормативно-правовому регулированию в сфере образования. Министерство также выполняет функции упраздненного в 2010 году Федерального агентства по образованию (Рособразование) — оказание государственных услуг, управление федеральным имуществом подведомственных учреждений, а также правоприменительные функции в сфере образования, воспитания, опеки и попечительства в отношении несовершеннолетних, социальной поддержки и социальной защиты обучающихся и воспитанников образовательных учреждений. Нормативные документы в области образования также принимают Президент и Правительство Российской Федерации.
Функции по контролю и надзору в области образования выполняет Федеральная служба по надзору в сфере образования и науки (Рособрнадзор). Служба осуществляет лицензирование, аттестацию и аккредитацию образовательных учреждений, аттестацию научных и педагогических работников вузов, аттестацию выпускников образовательных учреждений, подтверждение и нострификацию документов об образовании.
Также Правительство Российской Федерации и другие федеральные органы власти могут выступать учредителями образовательных организаций.
К полномочиям федеральных органов государственной власти в сфере образования относятся:
- разработка и проведение единой государственной политики в сфере образования;
- организация предоставления высшего образования, включая обеспечение государственных гарантий реализации права на получение на конкурсной основе бесплатно высшего образования;
- организация предоставления дополнительного профессионального образования в федеральных государственных образовательных организациях;
- разработка, утверждение и реализация государственных программ Российской Федерации, федеральных целевых программ, реализация международных программ в сфере образования;
- создание, реорганизация, ликвидация федеральных государственных образовательных организаций, осуществление функций и полномочий учредителя федеральных государственных образовательных организаций;
- утверждение федеральных государственных образовательных стандартов, установление федеральных государственных требований;
- лицензирование и государственная аккредитация образовательной деятельности:
  - организаций, осуществляющих образовательную деятельность по образовательным программам высшего образования;
  - федеральных государственных профессиональных образовательных организаций, реализующих образовательные программы среднего профессионального образования в сферах обороны, производства продукции по оборонному заказу, внутренних дел, безопасности, ядерной энергетики, транспорта и связи, наукоемкого производства по специальностям, перечень которых утверждается Правительством Российской Федерации;
  - российских образовательных организаций, расположенных за пределами территории Российской Федерации, образовательных организаций, созданных в соответствии с международными договорами Российской Федерации, а также осуществляющих образовательную деятельность дипломатических представительств и консульских учреждений Российской Федерации, представительств Российской Федерации при международных (межгосударственных, межправительственных) организациях;
  - иностранных образовательных организаций, осуществляющих образовательную деятельность по месту нахождения филиала на территории Российской Федерации;
- государственный контроль (надзор) в сфере образования за деятельностью организаций, указанных в предыдущем пункте, а также органов исполнительной власти субъектов Российской Федерации, осуществляющих государственное управление в сфере образования;
- формирование и ведение федеральных информационных систем, федеральных баз данных в сфере образования, в том числе обеспечение конфиденциальности содержащихся в них персональных данных в соответствии с законодательством Российской Федерации;
- установление и присвоение государственных наград, почетных званий, ведомственных наград и званий работникам системы образования;
- разработка прогнозов подготовки кадров, требований к подготовке кадров на основе прогноза потребностей рынка труда;
- обеспечение осуществления мониторинга в системе образования на федеральном уровне;
- осуществление иных полномочий в сфере образования, установленных в соответствии с настоящим Федеральным законом.
- обеспечение в федеральных государственных образовательных организациях организацию предоставления общедоступного и бесплатного общего и среднего профессионального образования[20].

### Региональный уровень
На региональном уровне управление образованием осуществляют органы исполнительной власти (министерства, департаменты образования) субъектов федерации, на муниципальном уровне — департаменты, управления, отделы образования муниципальных образований.
Российской Федерации органам государственной власти субъектов федерации переданы следующие полномочия:
- государственный контроль (надзор) в сфере образования за деятельностью организаций, осуществляющих образовательную деятельность на территории субъекта Российской Федерации (за исключением организаций высшего образования), а также органов местного самоуправления, осуществляющих управление в сфере образования на соответствующей территории;
- лицензирование образовательной деятельности организаций, осуществляющих образовательную деятельность на территории субъекта Российской Федерации (за исключением организаций высшего образования);
- государственная аккредитация образовательной деятельности организаций, осуществляющих образовательную деятельность на территории субъекта Российской Федерации (за исключением организаций, указанных в пункте 7 части 1 статьи 6 настоящего Федерального закона);
- подтверждение документов об образовании и (или) о квалификации[21].

Контроль за выполнением региональными органами управления образованием переданных функций осуществляет Рособрнадзор.
К полномочиям органов государственной власти субъектов Российской Федерации в сфере образования относятся:
- разработка и реализация региональных программ развития образования с учётом региональных социально-экономических, экологических, демографических, этнокультурных и других особенностей субъектов Российской Федерации;
- создание, реорганизация, ликвидация образовательных организаций субъектов Российской Федерации, осуществление функций и полномочий учредителей образовательных организаций субъектов Российской Федерации;
- обеспечение государственных гарантий реализации прав на получение общедоступного и бесплатного дошкольного образования в муниципальных дошкольных образовательных организациях, общедоступного и бесплатного дошкольного, начального общего, основного общего, среднего общего образования в муниципальных общеобразовательных организациях, обеспечение дополнительного образования детей в муниципальных общеобразовательных организациях посредством предоставления субвенций местным бюджетам, включая расходы на оплату труда, приобретение учебников и учебных пособий, средств обучения, игр, игрушек (за исключением расходов на содержание зданий и оплату коммунальных услуг), в соответствии с нормативами, определяемыми органами государственной власти субъектов Российской Федерации;
- организация предоставления общего образования в государственных образовательных организациях субъектов Российской Федерации;
- создание условий для осуществления присмотра и ухода за детьми, содержания детей в государственных образовательных организациях субъектов Российской Федерации;
- финансовое обеспечение получения дошкольного образования в частных дошкольных образовательных организациях, дошкольного, начального общего, основного общего, среднего общего образования в частных общеобразовательных организациях, осуществляющих образовательную деятельность по имеющим государственную аккредитацию основным общеобразовательным программам, посредством предоставления указанным образовательным организациям субсидий на возмещение затрат, включая расходы на оплату труда, приобретение учебников и учебных пособий, средств обучения, игр, игрушек (за исключением расходов на содержание зданий и оплату коммунальных услуг), в соответствии с нормативами, указанными в пункте 3 настоящей части;
- организация предоставления среднего профессионального образования, включая обеспечение государственных гарантий реализации права на получение общедоступного и бесплатного среднего профессионального образования;
- организация предоставления дополнительного образования детей в государственных образовательных организациях субъектов Российской Федерации;
- организация предоставления дополнительного профессионального образования в государственных образовательных организациях субъектов Российской Федерации;
- организация обеспечения муниципальных образовательных организаций и образовательных организаций субъектов Российской Федерации учебниками в соответствии с федеральным перечнем учебников, рекомендованных к использованию при реализации имеющих государственную аккредитацию образовательных программ начального общего, основного общего, среднего общего образования организациями, осуществляющими образовательную деятельность, и учебными пособиями, допущенными к использованию при реализации указанных образовательных программ;
- обеспечение осуществления мониторинга в системе образования на уровне субъектов Российской Федерации;
- организация предоставления психолого-педагогической, медицинской и социальной помощи обучающимся, испытывающим трудности в освоении основных общеобразовательных программ, своем развитии и социальной адаптации;
- осуществление иных полномочий в соответствии с законодательством Статья 8 Федерального закона от 29 декабря 2012 года № 273 «Об образовании в Российской Федерации».

### Муниципальный уровень
К полномочиям органов местного самоуправления муниципальных районов и городских округов по решению вопросов местного значения в сфере образования относятся:
- организация предоставления общедоступного и бесплатного дошкольного, начального общего, основного общего, среднего общего образования по основным общеобразовательным программам в муниципальных образовательных организациях (за исключением полномочий по финансовому обеспечению реализации основных общеобразовательных программ в соответствии с федеральными государственными образовательными стандартами);
- организация предоставления дополнительного образования детей в муниципальных образовательных организациях (за исключением дополнительного образования детей, финансовое обеспечение которого осуществляется органами государственной власти субъекта Российской Федерации);
- создание условий для осуществления присмотра и ухода за детьми, содержания детей в муниципальных образовательных организациях;
- создание, реорганизация, ликвидация муниципальных образовательных организаций (за исключением создания органами местного самоуправления муниципальных районов муниципальных образовательных организаций высшего образования), осуществление функций и полномочий учредителей муниципальных образовательных организаций;
- обеспечение содержания зданий и сооружений муниципальных образовательных организаций, обустройство прилегающих к ним территорий;
- учёт детей, подлежащих обучению по образовательным программам дошкольного, начального общего, основного общего и среднего общего образования, закрепление муниципальных образовательных организаций за конкретными территориями муниципального района, городского округа;
- осуществление иных полномочий в сфере образования в соответствии с законодательством.

Органы местного самоуправления муниципальных районов не вправе учреждать и осуществлять функции учредителя учреждений высшего образования (кроме тех, что созданы до 31 декабря 2008 года). Организацию образования на местном уровне и полномочия органов местного самоуправления в Москве и Санкт-Петербурге осуществляется в соответствии с законодательством городов федерального значения.

## Государственный надзор и контроль в сфере образования
Государственный контроль (надзор) в сфере образования включает в себя федеральный государственный контроль качества образования и федеральный государственный надзор в сфере образования, осуществляемые Рособрнадзором и органами исполнительной власти субъектов Российской Федерации, осуществляющими переданные Российской Федерацией полномочия по государственному контролю (надзору) в сфере образования. К последним могут относиться как отдельные самостоятельные службы по контролю (надзору), так и региональные министерства образования.
Государственный контроль и надзор в отношении образовательных организаций высшего образования и профессиональных образовательных организаций, реализующих образовательные программы среднего профессионального образования в сферах обороны, производства продукции по оборонному заказу, внутренних дел, безопасности, ядерной энергетики, транспорта и связи, наукоемкого производства, осуществляется Рособрнадзором. По остальным организациям надзор осуществляют региональные органы управления образованием.
Федеральный государственный контроль качества образования — оценка соответствия образовательной деятельность и подготовки учащихся по аккредитованным образовательным программам в организациях образования федеральным государственным образовательным стандартам. Во время контроля качества образования проводится контроль знаний. Поскольку не все программы подлежат аккредитации, то, например, контроль качества образования не проводится в отношении реализации дополнительных общеобразовательных программ или основных общеобразовательных программ дошкольного образования.
Федеральный государственный надзор в сфере образования — работа по предупреждению, выявлению и пресечению нарушения органами государственного управление субъектов федерации в сфере образования, органами местного самоуправления в сфере образования и организациями, осуществляющими образовательную деятельность, требований законодательства об образовании посредством организации и проведения проверок этих органов и организаций вне зависимости от государственной аккредитации образовательной организации.
От государственного контроля (надзора) в сфере образования стоит отличать лицензионный контроль в отношении образовательных организаций, который осуществляется в порядке лицензирования образовательной деятельности.

## Лицензирование образовательной деятельности и аккредитация организаций, осуществляющих образовательную деятельность
Образовательная деятельность относится к лицензируемым видам деятельности. Законом о лицензировании отдельных видов деятельности определено, что лицензирование образовательной деятельности осуществляется в соответствии с указанным законом с учётом требований законодательства об образовании. Эти требования впервые были утверждены статьей 33.1 Закона № 3266-1 «Об образовании». Норма об особенностях лицензирования образовательной деятельности существует и в новом законе об образовании (от 29 декабря 2012 года № 273-ФЗ, статья 91). Однако этих особенностей установлено значительно меньше, чем в законе 1992 года. Это означает, что лицензирование с точки зрения законодательства должно проводиться в большем соответствии с законом о лицензировании отдельных видов деятельности. В соответствии с ним положение о лицензировании образовательной деятельности утверждается Правительством Российской Федерации. Таким образом, право на ведение образовательной деятельности возникает у организации после процедуры лицензирования и только по тем программам, которые указаны в лицензии.
Право же организации, осуществляющую образовательную деятельность, выдавать в установленном порядке документы государственного образца об уровне образования и (или) квалификации по реализуемым образовательным программам возникает у этой организации после прохождения аккредитации соответствующей образовательной программы и выдачи свидетельства о государственной аккредитации.
Процедура лицензирования и аккредитации образовательной деятельности в России введена законом об образовании в 1992 году. Механизм государственного регулирования и оценки деятельности образовательных организаций с этого времени включает последовательные процедуры лицензирования и государственной аккредитации образовательных учреждений.

## Государственно-общественное сотрудничество в образовании
Для участия научно-педагогических работников и представителей работодателей в разработке федеральных государственных образовательных стандартов, примерных образовательных программ и учебных планов, координации действий организаций, осуществляющих образовательную деятельность, в обеспечении качества и развития содержания образования в системе образования могут создаваться учебно-методические объединения (УМО). В состав учебно-методических объединений на добровольных началах входят научно-педагогические и другие работники организаций высшего образования и иных организаций, действующих в системе образования, и представители работодателей.

## Образовательные учреждения в России

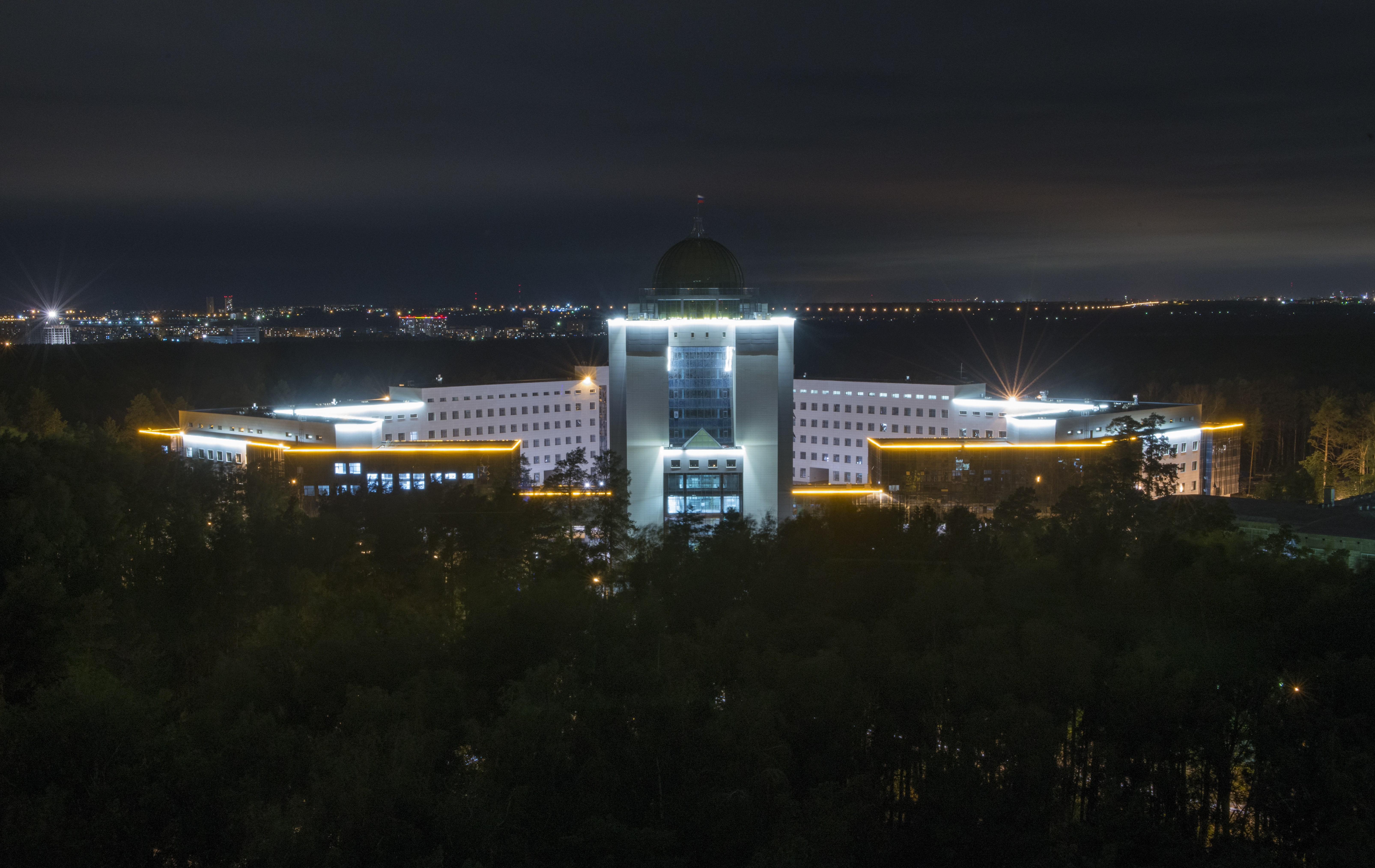
Новосибирский государственный университет

Образовательная деятельность осуществляется образовательными организациями, а также некоторыми другими организациями и индивидуальными предпринимателями.

### Образовательные организации
Образовательные организации в соответствии с образовательными программами, реализация которых является основной целью их деятельности, подразделяются на типы (см. таблицу ниже). Образовательные организации также вправе осуществлять образовательную деятельность по образовательным программам, реализация которых не является основной целью их деятельности.
В Федеральном законе от 29 декабря 2012 года № 273-ФЗ «Об образовании в Российской Федерации» не установлено конкретных видов образовательных организаций, которые существовали до вступления в силу закона. Но он дает пояснение на счет наименования образовательной организации, которое должно содержать указание на её организационно-правовую форму и тип образовательной организации. В наименовании образовательной организации также могут использоваться наименования, указывающие:
- на особенности осуществляемой образовательной деятельности (уровень и направленность образовательных программ, интеграция различных видов образовательных программ, содержание образовательной программы, специальные условия их реализации и (или) особые образовательные потребности обучающихся),
- дополнительно осуществляемые функции, связанные с предоставлением образования (содержание, лечение, реабилитация, коррекция, психолого-педагогическая поддержка, интернат, научно-исследовательская, технологическая деятельность и иные функции).

Поэтому с вступлением в силу нового закона об образования могут существовать организации с указанием их вида согласно ранее действовавшим нормативно-правовым актам.
| Тип образовательной организации                           | Основная образовательная деятельность                                                             | Дополнительная (возможная для осуществления) образовательная деятельность | Возможные виды образовательных организаций |
| --------------------------------------------------------- | ------------------------------------------------------------------------------------------------- | --- | --- |
| Дошкольная образовательная организация                    | образовательные программы дошкольного образования, а также присмотр и уход за детьми              | дополнительные общеразвивающие программы | ясли, детский сад |
| Общеобразовательная организация                           | образовательные программы начального общего, основного общего и (или) среднего общего образования | образовательные программы дошкольного образования, дополнительные общеобразовательные программы, программы профессионального обучения                                                                                                   | начальная школа — детский сад, прогимназия, школа, гимназия, национальная гимназия, лицей, учебно-воспитательный комплекс, школа с углубленным изучением предметов, профильная школа, кадетская школа, кадетский корпус, школа-интернат |
| Профессиональная образовательная организация              | образовательные программы среднего профессионального образования                                  | основные общеобразовательные программы, программы профессионального обучения, дополнительные общеобразовательные программы, дополнительные профессиональные программы                                                                   | профессиональное училище, профессиональный лицей, колледж, техникум |
| Образовательные организации высшего образования           | образовательные программы высшего образования, а также научная деятельность                       | основные общеобразовательные программы, образовательные программы среднего профессионального образования, программы профессионального обучения, дополнительные общеобразовательные программы, дополнительные профессиональные программы | институт, академия, университет |
| Организация дополнительного образования                   | дополнительные общеобразовательные программы                                                      | образовательные программы дошкольного образования, программы профессионального обучения | учреждения дополнительного образования детей: дворцы детского (юношеского) творчества, станции юного натуралиста, станции юного туриста, детская школа искусств; учреждения дополнительного образования взрослых                        |
| Организация дополнительного профессионального образования | дополнительные профессиональные программы                                                         | программы подготовки научно-педагогических кадров, программы ординатуры, дополнительные общеобразовательные программы, программы профессионального обучения                                                                             | институт повышения квалификации |

Таблица подготовлена на основании статьи 23 Федерального закона от 29 декабря 2012 года № 273-ФЗ «Об образовании в Российской Федерации»
Образовательные организации могут создаваться не только в форме учреждения, как было до принятия Федерального закона «Об образовании в Российской Федерации», а в любой форме, установленной законодательством для некоммерческих организаций.
Образовательные организации могут быть государственными (созданными Российской Федерации и субъектами федерации), муниципальными и частными.
Образовательные организации, созданные Российской Федерацией, субъектом федерации, муниципальными образованиями в форме учреждения (государственные и муниципальные учреждения), в соответствии с Федеральным законом от 8 мая 2010 года № 83-ФЗ могут быть казёнными, бюджетными, автономными. Эти типы государственных и муниципальных учреждений определены в связи с переходом от сметного финансирования к обеспечению государственных (муниципальных) учреждений финансами лишь для выполнения государственного (муниципального) задания на оказание услуг (выполнение работ) в виде бюджетных субсидий. Различия в типах государственных и муниципальных учреждений заключаются в степени финансовой самостоятельности учреждения — доходы от приносящей доход деятельности полностью получает автономное учреждение, а казённое учреждение передает доходы от платных услуг и работ в бюджет своего учредителя.
Организациям высшего образования может быть присвоена категория «федеральный университет» и «национальный исследовательский университет».
Также законом устанавливается ограничения на создание образовательных организаций:
- образовательные организации, реализующие образовательные программы высшего образования в области обороны и безопасности государства, обеспечения законности и правопорядка, могут создаваться только Российской Федерацией;
- образовательные организации для обучающихся с девиантным (общественно опасным) поведением, нуждающихся в особых условиях воспитания, обучения и требующих специального педагогического подхода (специальные учебно-воспитательные учреждения открытого и закрытого типа), создаются Российской Федерацией или субъектом Российской Федерации[31].

### Организации, осуществляющие образовательную деятельность как дополнительную
Образовательную деятельность могут осуществлять научные организации, организации для детей-сирот и детей, оставшихся без попечения родителей, организации, осуществляющие лечение, оздоровление и (или) отдых, организации, осуществляющие социальное обслуживание, и иные юридические лица.
| Организация, осуществляющая обучение                                                                                | Дополнительная (возможная для осуществления) образовательная деятельность |
| --- | --- |
| Научная организация                                                                                                 | образовательные программы магистратуры, программы подготовки научно-педагогических кадров, программы ординатуры, программы профессионального обучения и дополнительные профессиональные программы |
| Организация, осуществляющая лечение, оздоровление и (или) отдых Организация, осуществляющая социальное обслуживание | основные и дополнительные общеобразовательные программы, основные программы профессионального обучения                                                                                            |
| Загранучреждение Министерства иностранных дел Российской Федерации                                                  | основные и дополнительные общеобразовательные программы (с учётом ряда особенностей) |
| Иное юридическое лицо                                                                                               | образовательные программы профессионального обучения, образовательные программы дошкольного образования, дополнительные образовательные программы                                                 |

Для осуществления образовательной деятельности организацией, осуществляющей обучение, в её структуре создается специализированное структурное образовательное подразделение. Деятельность такого подразделения регулируется положением, разрабатываемым и утверждаемым организацией, осуществляющей обучение.

### Индивидуальные предприниматели, осуществляющие образовательную деятельность
Индивидуальный предприниматель осуществляет образовательную деятельность непосредственно или с привлечением педагогических работников.
Индивидуальные предприниматели осуществляют образовательную деятельность по основным и дополнительным общеобразовательным программам, программам профессионального обучения.

## Корпоративное образование

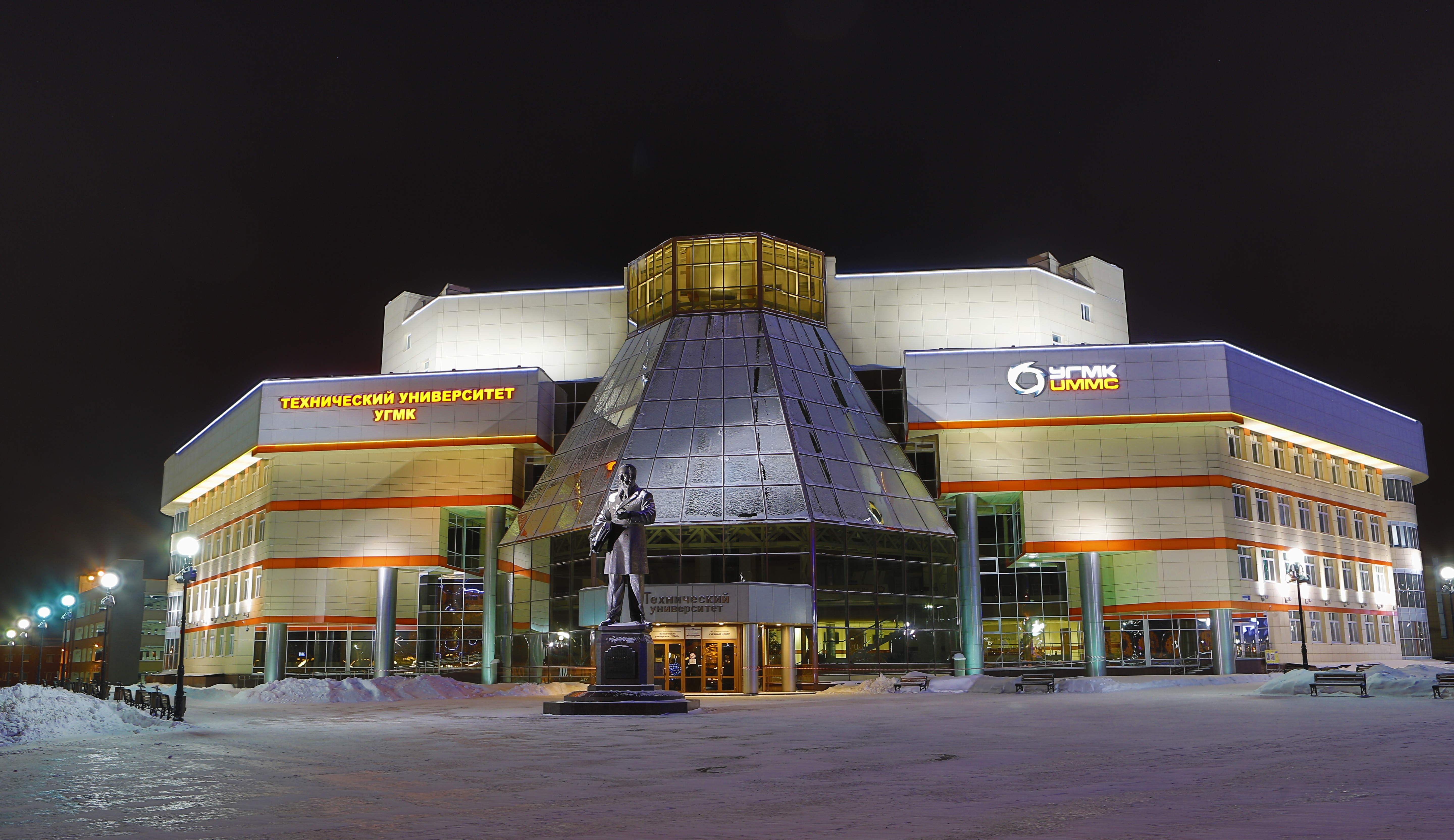
Здание Технического университета УГМК (Верхняя Пышма)

В России при некоторых, как правило, крупных компаниях (как частных, так и государственных), существуют корпоративные образовательные подразделения. Хотя их называют «корпоративными университетами», они фактически являются курсами повышения квалификации. Примером является созданный в 2006 году Корпоративный университет «Норильский никель», осуществляющий повышение квалификации по рабочим профессиям. В такого рода «корпоративных университетах» обучается большое количество лиц, причем как сотрудников компании-владельца «корпоративного университета», так и работников других организаций. Полных данных об этих «корпоративных университетах» нет, так как многие компании просто не раскрывают о них информацию. Однако среди них есть очень крупные структуры. Например, на строительство Корпоративного университета Сбербанка было потрачено более 10 млрд рублей. Это подразделение имеет кампус со спортзалом, бассейном и даже вертолетной площадкой и только за 1 квартал 2015 года в нём прошли обучение около 4 тыс. человек. Превратить «корпоративный университет» в полноценное высшее учебное заведение до 1 сентября 2013 года в постсоветской России было невозможно юридически, так как законодательство об образовании разрешало вузам создавать кафедры только в научных учреждениях, но не на промышленных предприятиях. Вступивший 1 сентября 2013 года в силу закон «Об образовании в Российской Федерации» разрешил образовательным организациям создавать на базе промышленных предприятий свои кафедры. Однако в 2013—2016 годах в России только один «корпоративный университет» воспользовался этим правом и стал давать высшее образование. В 2013 году был создан в Верхней Пышме (Свердловская область) Технический университет УГМК. Его создание было профинансировано тремя сторонами: Уральской горно-металлургической компанией, Уральским федеральным университетом им. Б. Н. Ельцина и правительством Свердловской области. В настоящее время это единственный частный вуз России, который дает высшее техническое образование. И одновременно это единственный в России «корпоративный университет» на 2016 год, который готовит специалистов с высшим образованием. В 2014 году открыт Научно-исследовательский центр при университете. В 2016 году Технический университет УГМК получил государственную аккредитацию по 8 программам бакалавриата, специалитета и магистратуры и набрал на первый курс выпускников средних школ

## Учебно-методическое обеспечение
С 1 января 2015 года согласно приказу Министерства образования и науки Российской Федерации от 08.12.2014 № 1559 все школьные учебники в России должны иметь электронную версию. Данное условие стало обязательным для включения в федеральный перечень учебников. Содержание учебника в электронной форме должно соответствовать печатной версии и дополнять её мультимедийными и интерактивными элементами.
По инициативе мэра Москвы Сергея Собянина был разработан проект «Электронная Образовательная Среда».
Одной из составляющих данного проекта является использование в процессе обучения учебников в электронном формате.
В рамках «Электронной Образовательной Среды» [] представляет собой планшет, который синхронизирован с интерактивной доской и может выступать в качестве пульта для голосования, учебника, интерактивного пособия или справочника.

## Расходы на образование
Объём валовой добавленной стоимости в российской системе образования — 1,05 трлн руб. (2009). Государственные расходы на образование в 2005 году составляли 3,8 % ВВП, в 2006 году — 3,9 % ВВП. Частные расходы на образование в 2006 году составляли 0,7 % ВВП. Совокупные расходы на образование в 2006 году составляли 4,6 % ВВП, в 2007 году — 4,8 % ВВП.
В ноябре 2010 года на заседании президиума правительства РФ Владимир Путин заявил, что на мероприятия федеральной программы развития образования в РФ в 2011—2015 годах будет выделено 137 миллиардов рублей: в рамках этой программы серьёзные средства будут направлены на поддержку одаренных детей, а также на создание центров развития талантливой молодежи при федеральных университетах и дистанционных школ при исследовательских университетах. Кроме этого, в рамках программы будет продолжено обновление материально-технической базы федеральных вузов.

### Государственные расходы на образование
| Год  | Расходы федерального бюджета, млрд руб. |
| ---- | --------------------------------------- |
| 1997 | 18,5                                    |
| 1998 | 17,2                                    |
| 1999 | 20,8                                    |
| 2000 | 37,6                                    |
| 2001 | 48,8                                    |
| 2002 | 80,0                                    |
| 2003 | 99,0                                    |
| 2004 | 119,3                                   |
| 2005 | 160,5                                   |

| Год  | Расходы федерального бюджета, млрд руб. |
| ---- | --------------------------------------- |
| 2006 | 211,9                                   |
| 2007 | 294,6                                   |
| 2008 | 329,7                                   |
| 2009 | 387,9                                   |
| 2010 | 386,4                                   |
| 2011 | 552,4                                   |
| 2012 | 603,5*                                  |
| 2013 | 558,9*                                  |
| 2014 | 499,5*                                  |

5 декабря 2011 года Дмитрий Медведев заявил, что «консолидированные расходы на образование — 2 100 миллиардов рублей. При этом в 1999 году они (расходы) были около 10 миллиардов рублей». Планировалось, что в 2011 году объём средств федерального бюджета по разделу «Образование» составит 495,8 миллиарда рублей.
Согласно исследованиям ОЭСР, на 2010 год доля частных расходов в стоимости начального и среднего образования в России составляла менее 5 % (в Великобритании более 20 %, в Австралии 18 %, Канаде и Германии 12 %). Что же касается высшего образования, то здесь ситуация выглядит совсем иначе: доля частных расходов составляет 35 %, что превосходит все европейские страны за исключением Великобритании (65 %) и Португалии (38 %).
Выступая 22 сентября 2015 года в Государственной Думе РФ, председатель Комитета по природным ресурсам, природопользованию и экологии, академик РАН В. И. Кашин констатировал, что в результате реформ примерно 60 % мест в вузах оказались платными. В результате распространения платного обучения для значительной части малообеспеченных россиян возможность получения полноценного высшего образования оказалась утраченной, а высшая школа в значительной мере перестала быть «социальным лифтом», поддерживающим социальную мобильность.

### Зарплата
Зарплата учителей остаётся одной из самых болезненных тем в образовании, поскольку растёт она только на бумаге и только вместе с нагрузкой.
По данным Росстата, средняя зарплата в российской системе образования в 2013 году составляла 23 тысяч рублей в месяц, в том числе в:
- дошкольном образовании — 18 тысяч рублей;
- начальном общем образовании — 20 тысяч рублей;
- основном общем образовании — 21 тысяч рублей;
- среднем (полном) общем образовании — 25 тысяч рублей;
- начальном профессиональном образовании — 20 тысяч рублей;
- среднем профессиональном образовании — 25 тысяч рублей;
- высшем профессиональном образовании — 32 тысяч рублей.

В I квартале 2014 года средняя зарплата педагогических работников дошкольных образовательных учреждений составила 24 тысяч рублей в месяц, учреждений общего образования — 30 тысяч рублей, учреждений дополнительного образования детей — 23 тысяч рублей, учреждений начального и среднего профессионального образования — 25 тысяч рублей, учреждений высшего профессионального образования — 38 тысяч рублей.
Зарплата учителя устанавливается с требованием не ниже уровня средней по экономике региона, также учитываются региональные коэффициенты, включая, «северные». Одни из самых низких зарплат (2019 год) у учителей на Алтае и Северном Кавказе (ок. 20 тысяч рублей), высокие — в Москве, на Дальнем Востоке и в автономных округах (до 90 тысяч рублей). Почти у четверти (23 %) работников сферы образования в России зарплата меньше 15,8 тысяч рублей, у 20 % — меньше 14,7 тысяч рублей, следует из исследования Росстата 2019 года. Больше 50 тысяч рублей получают всего 15 % работников образования, больше 100 тысяч рублей — 3 %.
Точный размер зарплаты рассчитывается в самой школе. Итоговая сумма складывается из 4 частей:
- Базовая часть: ведение уроков, проверка тетрадей, дополнительные занятия и кружки.
- Стимулирующая часть. Критерии для этой надбавки составляет управляющий совет школы. Обычно, это высокие результаты учеников на экзаменах и олимпиадах, использование новых технологий, стаж и повышение квалификации.
- Компенсирующая часть: добавка за работу с детьми с ограниченными возможностями здоровья, или же оплата коммуналки учителям сельских школ.
- Премии. Решение о размерах премий принимает управляющий совет.

На деле часто получается, что премий нет, а правила для стимулирующих выплат постоянно меняются. В итоге получается, что некоторые работы учителям не оплачиваются или, в лучшем случае, педагоги получают за неё только треть положенного. Кроме того, учителям приходится на общественных началах делать и то, что не значится в контракте — заниматься уборкой класса, готовить документацию, помогать с организацией участков для выборов (согласно, Францу Шереги, руководителю Центра социального прогнозирования при Минобрнауки). Также не всегда оплачивается участие в организации сдачи ЕГЭ. Низкая ставка оплаты труда вынуждает учителя набрать дополнительных часов, чтобы получать зарплату больше, а такая нагрузка приводит к эмоциональному выгоранию и проблемам со здоровьем.
Конкретных распоряжений по зарплатам учителей в 2019 году нет. Несмотря на то, что в новых «майских указах» президента предполагается увеличение расходов на образование на треть, основная часть этих денег пойдёт на строительство школ и общежитий ВУЗов, а также цифровизацию учебников и пособий. Рост зарплат учителей в регионах прошёл только благодаря росту нагрузки, за шесть лет оклады были проиндексированы только один раз на 6 %.
Среди учителей сохраняется высокая доля (ок. 85 %) женщин, а низкий уровень оплаты труда лишает их финансовой самостоятельности.
В 2021 году был принят федеральный закон, запрещающий устанавливать зарплату учителям ниже средней зарплаты по региону.

## Сложности и противоречия
- Недостаточное финансирование[70] (особенно в 1990-е годы), влекущее уход наиболее квалифицированной части преподавателей в бизнес и сокращение в вузах числа молодых преподавателей[71].
- Подмена понятий при оценке в обществе (прежде всего — в родительской среде) содержания обучения: изучаемые детьми предметы и темы зачастую оцениваются исключительно с позиции применимости на рабочем месте в будущем и, в общем и целом, в повседневной жизни. При этом, среднее образование, хотя и стремится заинтересовать той или иной наукой, оно не является в прямом смысле слова профориентацией и не ориентировано на данную функцию. То, что спортсмены при подготовке тренируют группы мышц, напрямую не используемые на выступлениях (футболисты, к примеру, тренируют бицепсы и т.п.) — необходимость в этом не вызывает ни у кого непонимания и несогласия. Однако то, что в школьном обучении используется научно обоснованный аналогичный подход для развития мозга, его когнитивных и т.п. функций — этот факт не так очевиден обществу, о нем попросту не задумываются и не обсуждают с профессиональными педагогами. В результате содержание обучения в средней школе становится объектом критики многих родителей, известных людей из бизнеса и других представителей общества, не имеющих сколько-нибудь серьезной подготовки (образования) в данном вопросе.
- «Демографическая яма», связанная с сокращением рождаемости в 1990-е годы, которая привела к заметному сокращению числа школьников и студентов[72].
- Коррупция в вузах, связанная с платой за поступление и сдачу зачётов и экзаменов[73][неавторитетный источник]
- Противоречивые оценки единого государственного экзамена (ЕГЭ)[74], являющегося основной и по сути единственной формой государственной итоговой аттестации выпускников средних общеобразовательных школ и одновременно основным способом поступления в высшие учебные заведения. Несмотря на то, что единый экзамен введен как общеобязательный ещё в 2009 году, до сих пор продолжается обсуждение целесообразности и правомерности его введения.
- Низкий престиж профессии педагога[75], который складывается из низкого уровня доходов и отсутствия системы защиты его прав. Зампред комитета ГД по образованию и науке Любовь Духанина сообщила в начале 2020го года о запуске разработки «Закона о высоком статусе педагога». Главному редактору «Учительской газеты» Арслану Хасавову необходимость появления такого закона она объяснила так: «Сегодня мы часто сталкиваемся с фактами, когда педагог попросту бесправен перед пренебрежительным отношением, давлением и даже физическим насилием со стороны других участников образовательного процесса. К сожалению, ученик подчас может оскорбить учителя, плюнуть в него в присутствии одноклассников, унизить». Тем не менее, на конец 2021 года он не обрел законченную форму и не утвержден властями. Законодательные же акты, защищающие права детей, по сути, привели к легализации детской безнаказанности, что и вылилось в упомянутое Духаниной Л. большое количество случаев унижения и оскорбления учителей, которые зачастую снимаются одноклассниками на смартфоны и выкладываются в сеть. Детям и подросткам известно, что ответственность для них будет минимальной или символической, в то время как со стороны властей такие поступки будут интерпретированы как недоработка самих педагогов без предъявления симметричных претензий к родителям нарушителей. Ошибки учащихся на уроках и при выполнении домашних упражнений, трудность в освоении предмета зачастую трактуются исключительно как следствие низкого качества работы учителя, несмотря на то, что учебная деятельность — это по своей сути серьезная работа, где ошибки и трудности в освоении материала являются нормальной составляющей учебного процесса. Ожидание же от системы среднего образования, что процесс обучения должен представлять собой увеселительное «путешествие» детей в мир знаний, является не более чем «идеальной картинкой», несоответствие которой также становится поводом для критики учителя.
- Противоречия между требованиями общества и официальной политикой государства по защите детей. Законодательство и судебная система оправдывают правонарушения детей аргументом «в силу возраста он не способен оценить суть своего поступка», однако от учителей требуют проводить воспитательную работу, чтобы ребенок обладал данной способностью (то есть данное требование подразумевает, что мозг ребенка на эту оценку все же способен).
- Кадровый голод[75] является прямым следствием низкого престижа профессии, низкого уровня оплаты труда (что особенно отталкивает от работы в школе мужчин), понимания своей незащищенности, а также перекоса в ожиданиях общества, когда всю ответственность за результаты обучения детей возлагают только на одну сторону учебного процесса — на учителя.
- Некоторые исследователи критикуют систему домашних работ, доставшуюся российским школам в наследство от советской системы образования, за то, что она делает перекос в сторону формального знания. Оно, в свою очередь, побуждает ученика списывать, как правило, используя сборники ГДЗ[76][77].

Мониторинг эффективности вузов, проведённый Минобрнауки РФ в 2012 г., показал две основные проблемы — неэффективные филиалы вузов в ЮФО (где ситуация в общем лучше, чем в среднем по России) и системные проблемы в СКФО.

## Образование на языках России
В Российской Федерации языки, отличные от русского, используются, как правило, на школьном этапе обучения, но, как было отмечено в 1994 году, только на башкирском, татарском и якутском языках школьное обучение доступно с первого по одиннадцатый класс.

## Духовное образование в России
Православное духовное образование в России можно последовательно получить в семинариях, духовных училищах, духовных академиях, общецерковной аспирантуре и докторантуре. Вместе со светскими образовательными учреждениями России православные богословские ВУЗы переходят на двухуровневую систему образования (Болонский процесс).
Исламское образование можно получить в медресе.

## Реформы образования в России
Предполагается что образование должно перейти на двенадцатилетнюю основу, например в 1-й класс будут поступать с 6 лет как обычно, но при этом программа обучения будет вначале более простой, содержать в себе вторую половину знания уровня высшей группы детского сада и первую половину знаний из современных 1-х классов начальной школы, 2-й класс будет содержать вторую половину знания современных 1-х классов и первую половину базы знаний современных 2-х классов и так далее со всеми классами; 3-м, 4-м, 5-м, 6-м, 7-м, 8-м, 9-м, 10-м, 11-м, а в 12-м классе будет уже вторая половина программы обучения современного 11-го класса и первая половина знаний из институтов высшего образования. Также могут быть переизданы и перераспределены основные учебные образовательные пособия по классам в соответствии с предполагаемой реформой, это соотноситься с двенадцатилетним циклом образования в Российских институтах благородных девиц середины 18 века. При этом это будет пятидневка для всех классов, односменная/двухсменная образовательная школа. Однако в неделе при этом должно быть всего шесть суток, первый день или сольник, далее вторник, среда, четверг, пятница, суббота.

## Оценки системы образования

### Международная оценка
В рейтинге образовательных систем, составленном в 2014 году британской исследовательской компанией Economist Intelligence Unit по заказу компании Pearson, Россия заняла 8-е место среди стран Европы и 13-е в мире. Рейтинг составлен на основе международных исследований — в частности, тестов PISA, TIMSS и PIRLS.
В исследовании PIRLS (оценивает уровень и качество чтения и понимания текста учащимися начальной школы), проведённом в 2016 году, Россия заняла 1-е место среди стран мира.
В исследовании TIMSS (оценивает качество математического и естественнонаучного образования школьников 4-х и 8-х классов), проведённом в 2015 году, Россия вошла в десятку лучших стран. В частности, среди восьмиклассников Россия заняла 6-е место по математике и 7-е — по естествознанию.
Согласно исследованию PISA, проведённому в 2018 году среди учеников 15-ти лет, Россия заняла 30-е место по математике, 33-е — по научной грамотности, 31-е — по чтению.
По данным Организации экономического сотрудничества и развития (ОЭСР), Россия является лидером среди стран ОЭСР и БРИКС по доле взрослых, имеющих образование выше среднего (среднее специальное или высшее) — более 50 % в 2012 году.
По данным Европейского социального исследования, проведенного в 2010 году, Россия занимает 8-е место в Европе по наличию высшего образования у представителей возрастной группы от 25 до 39 лет (39 %). По этому показателю она уступает Норвегии, Бельгии, Дании, Израилю, Финляндии, Польше и Украине, но опережает все остальные европейские страны, в том числе Германию, Францию и Великобританию.
В рейтинг лучших в мире вузов QS World University Rankings 2020 входит 25 российских вузов. Самые высокие позиции у МГУ им. Ломоносова (84-е место), Новосибирского госуниверситета (231-е место), Санкт-Петербургского государственного университета (234-е место) и Томского госуниверситета (268-е место). В международном рейтинге университетов Times Higher Education World Reputation Rankings (2015) МГУ занял 25-е место, а СПбГУ — 71-80-е места.
Кроме того, российские вузы входят в 200 лучших университетов мира по подготовке в следующих областях (согласно рейтингу QS 2022):
- Физика и астрономия (МГУ, Физтех, МИФИ, НГУ, ИТМО, СПбГУ)[91];
- Математика (МГУ, ВШЭ, СПбГУ, Физтех, НГУ)[92];
- Информатика (МГУ, ИТМО, Физтех, МГТУ им. Баумана, ВШЭ, СПбГУ)[93];
- Химия (МГУ, РУДН, СПбГУ)[94];
- Нефтепромысловое дело (ТПУ, МГУ, КФУ, Физтех, НГУ, РУДН, СПбГУ, СПГУ, МИСиС, УрФУ, РГУ нефти и газа им. Губкина, СФУ)[95];
- Биология (МГУ)[96];
- География (ВШЭ, МГУ)[97];
- Экономика (ВШЭ, МГУ, РЭУ им. Плеханова)[98];
- Статистика (ВШЭ, МГУ, СПбГУ)[99];
- Социология (ВШЭ, МГУ)[100];
- История (ВШЭ, МГУ, СПбГУ, УрФУ, ЕУСПб, КФУ)[101];
- Философия (МГУ, УрФУ, ВШЭ, СПбГУ, БФУ им. Канта)[101];
- Лингвистика (МГУ, РУДН, ВШЭ, МГЛУ, СПбГУ, ТГУ, КФУ, МГИМО)[102].

### По данным социологических опросов населения
Согласно данным социологических опросов населения, 84 % жителей крупных и средних российских городов считают, что в их городе можно получить хорошее, современное образование.
| Согласны ли вы с тем, что в вашем городе можно получить хорошее, современное образование? | 2011 г. | 2012 г. | 2013 г. | 2014 г. |
| ----------------------------------------------------------------------------------------- | ------- | ------- | ------- | ------- |
| Да, полностью согласны                                                                    | 51 %    | 45 %    | 44 %    | 45 %    |
| Да, скорее согласны                                                                       | 33 %    | 36 %    | 35 %    | 39 %    |
| Скорее не согласны                                                                        | 10 %    | 13 %    | 14 %    | 12 %    |
| Полностью не согласны                                                                     | 5 %     | 6 %     | 7 %     | 5 %     |
| Доля тех, кто полностью или в основном уверен, что может получить хорошее образование     | 84 %    | 81 %    | 79 %    | 84 %    |

## Статистика
- В 2008 году среднегодовая численность занятых в сфере образования в России составляла 5,98 млн человек[104].
- В 2006 году было 1,3 млн выпускников школ[105].
- В 2010 году в России насчитывалось 840 тысяч выпускников[106][неавторитетный источник].
- На январь 2010 года в России насчитывалось 1,36 млн учителей и 13,36 млн учеников, которые распределялись по 53 тысяч школ (из них 34 тысяч сельских и 19 тысяч городских)[107].
- По данным за 2008 год в России насчитывалось 1134 государственных и негосударственных вузов и 1663 филиала в которых обучалось 7 513 119 человек[108]. Общее количество преподавателей составляло 341 тысяч человек[109].
- По данным за 2012 года 81 % жителей крупных городов считают, что в их городе можно получить современное хорошее образование. При этом в сравнении с 2011 годом данный показатель уменьшился на 3 п. п.[110]
- В 2015 году на бюджетные места вузов зачислено 324 тысячи студентов[111].
- В 2019 году Правительство в докладе Федеральному собранию представило прогноз, в котором отмечается сокращение числа бюджетных мест в российских ВУЗах на 17 % к 2024 году. Причины прогнозируемого изменения числа бюджетных мест в вузах в докладе не называются[112].